# 미이즈미촌
미이즈미촌(三泉村)은 야마가타현 니시무라야마군에 설치되었던 촌이다. 현재의 사가에시, 가호쿠정에 해당 한다.

## 역사
- 1889년 4월 1일 - 정촌제 시행으로, 미이즈미촌이 발족.
- 1954년 11월 1일 - 사가에시에 편입. 미이즈미촌은 소멸.
- 1955년 12월 31일 - 사가에시에서 미이즈미촌 구역의 일부가 가호쿠정에 편입.